# الحوت المنقاري لأندروز
الحوت المنقاري لأندروز (الاسم العلمي: Mesoplodon bowdoini) هو نوع من الحيتانيات، يتبع جنس حيتان مركزية الأسنان.